# 圣勒弥爵圣殿
圣勒弥爵圣殿 (法語：Basilique Saint-Remi)是一座中世纪修道院教堂、罗马天主教宗座圣殿，位于法国马恩省兰斯 该堂创建于11世纪，原址是圣勒弥爵安葬的小堂。 它是法国北部最大的罗马式教堂。
该建筑自1840年列为法国历史遗迹，1991年列为世界遗产兰斯主教座堂、圣勒弥爵隐修院和塔乌宫的一部分。

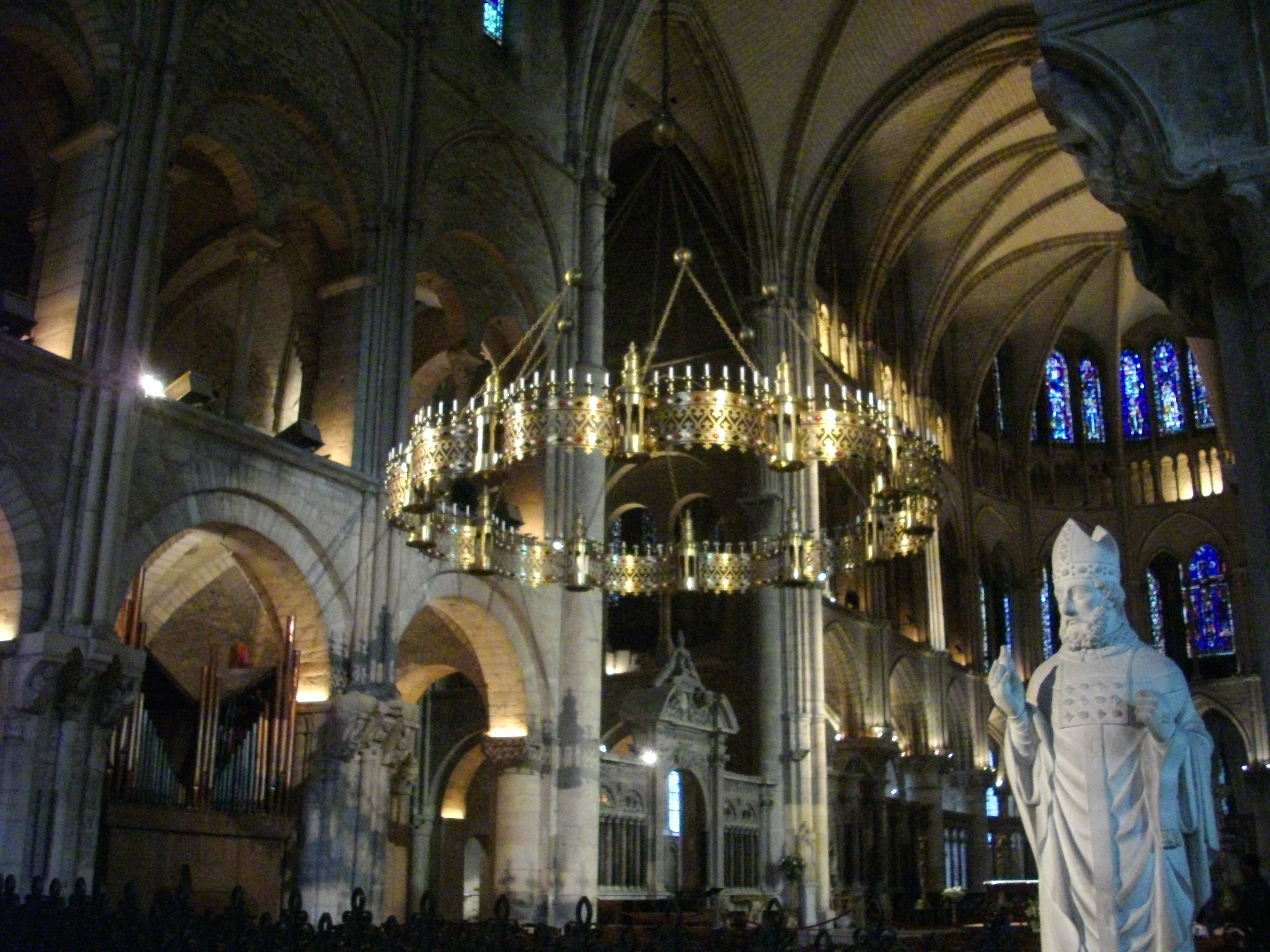
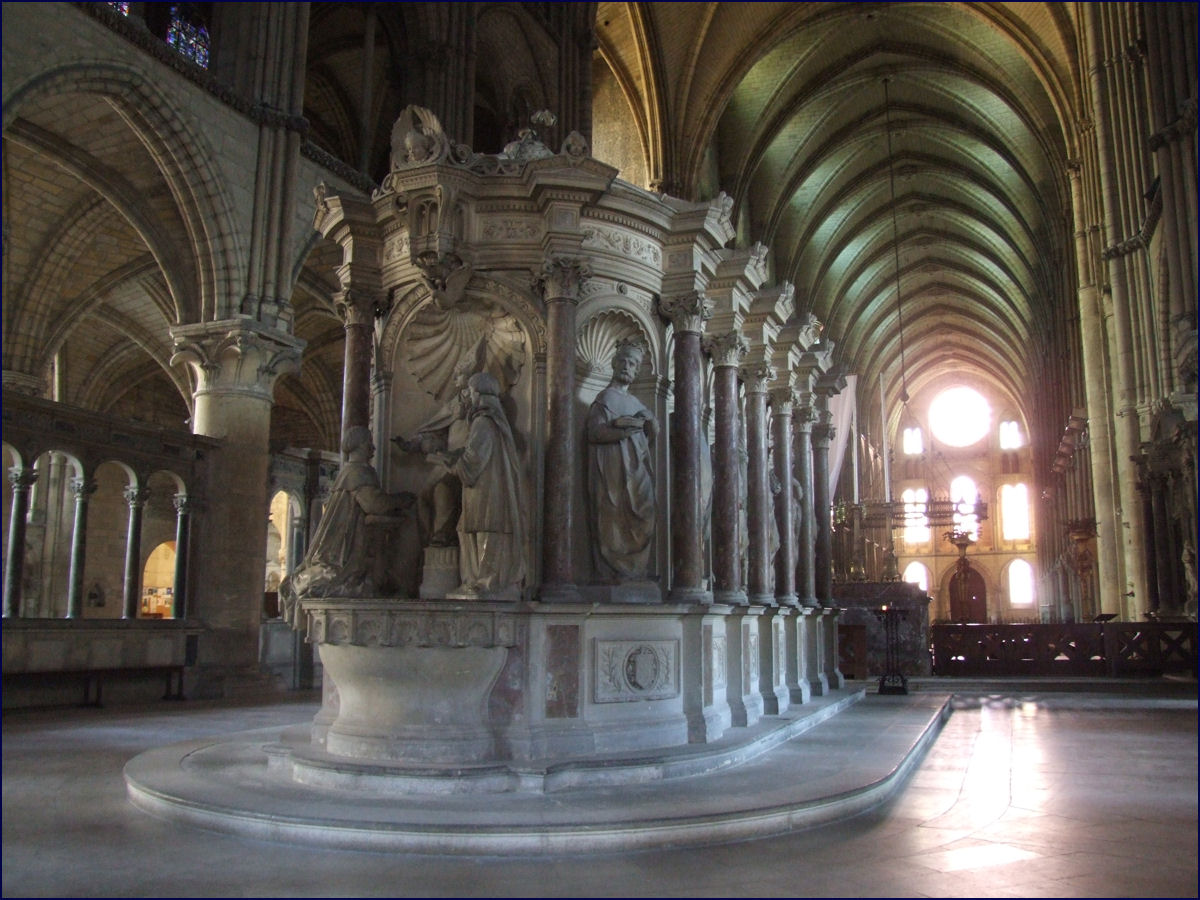

卡洛曼一世、洛泰尔、路易四世等君王均埋葬于此。